# Тернопільський округ
Тернопільський округ (також крайс, циркул) — адміністративна одиниця Королівства Галичини та Володимирії у складі Габсбурзької, Австрійської, Австро-Угорської імперій.

## Історія

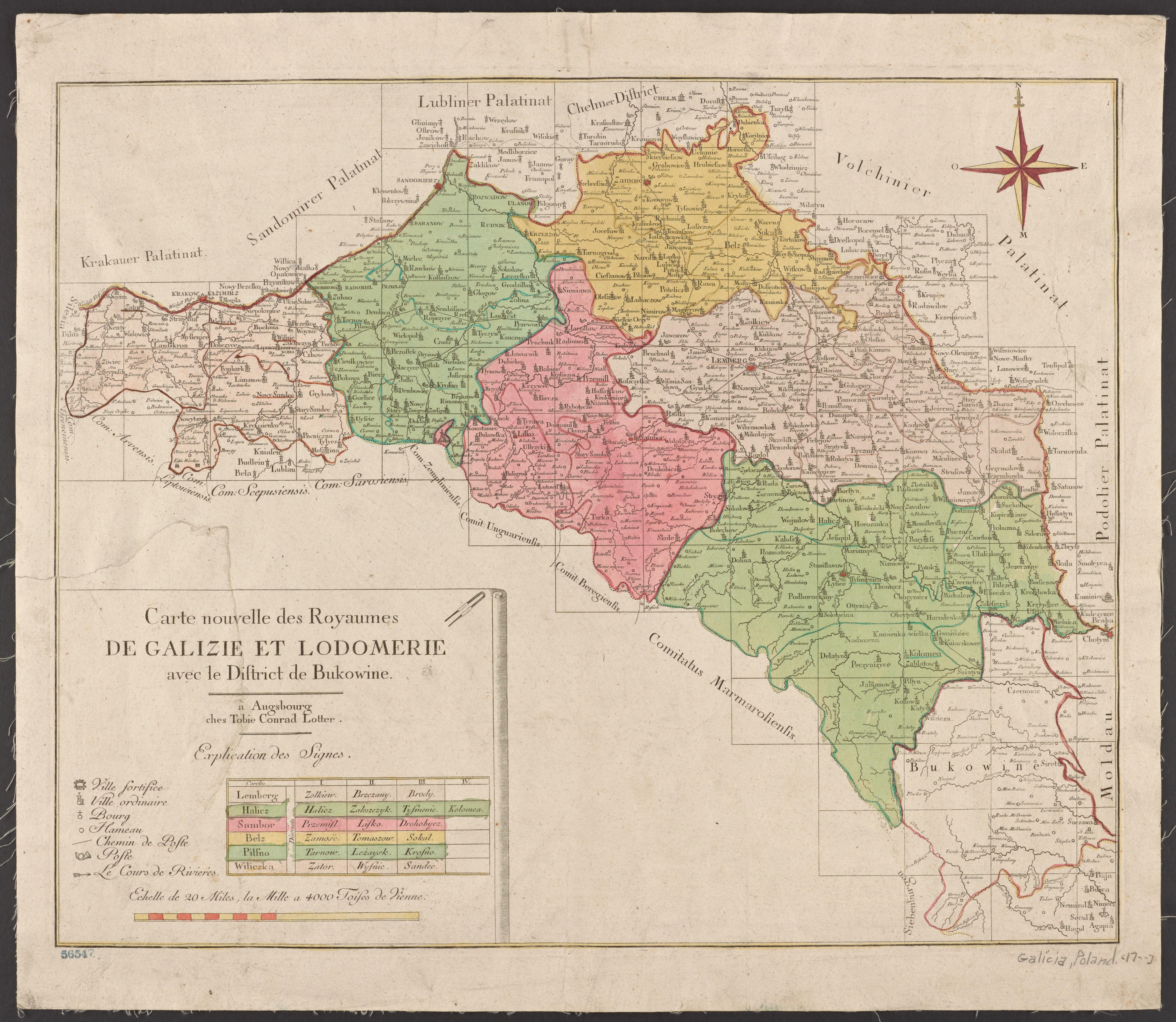
Адміністративний поділ Королівства Галичини та Володимирії у 1777—1782 роках

22 березня 1782 року цісарева Марія Терезія видала патент, який ліквідовував дистрикти. Згідно цісарського патенту імператора Йозефа ІІ від 25 листопада 1783 року Тернопіль став адміністративним центром Томашівського округу, який змінив назву на «Тернопільський округ» (крайс, циркул). За іншими даними, Тернопільський округ існував від 1782 року, коли було встановлено поділ провінції на округи (циркули, крайси), і до 1867 року, коли було скасовано округи і створено залишено лише повітовий адміністративний поділ (повіти виділені у складі округів у 1854 році)[джерело?].
За умовами Шенбруннського миру в період з 1809 до 1815 року входив до складу Тернопільського краю Російської імперії. Округ повернений Австрійській імперії на Віденському конгресі, коли були відновлені кордони.

## Географія
Тернопільський округ розташовувався між Золочівським, Бережанським та Чортківським округами. На півночі межував з Російською імперією.
Найбільші річки: Збруч, Серет, Гнізна, Стрипа, Гнила.
Найбільші міста: Тернопіль, Скалат, Теребовля, Збараж.
Містечка: Гримайлів, Янів, Микулинці, Струсів, Тарноруда, Товсте (пол. Touste)

## Повіти
До 1867 року було 9 повітів:
- Гримайлівський повіт
- Збаразький
- Золотниківський повіт
- Ігровицький повіт
- Мединський повіт
- Микулинецький повіт
- Скалатський повіт
- Теребовлянський
- Тернопільський

Після адміністративної реформи (скасування округів) кількість повітів було скорочено.